# Disembolus stridulans
Espèce
Disembolus stridulans est une espèce d'araignées aranéomorphes de la famille des Linyphiidae.

## Distribution
Cette espèce est endémique d'Utah aux États-Unis,.

## Description
Les mâles mesurent de 1,35 à 1,40 mm. La femelle est inconnue, celles décrites par Chamberlin et Ivie en 1933 appartiennent en fait à l'espèce Scotinotylus sanctus.

## Publication originale
- Chamberlin & Ivie, 1933 : Spiders of the Raft River Mountains of Utah. Bulletin of the University of Utah, Biological Series, vol. 23, no 4, p. 1-79.